# Manoir de la Bouchardière
Le manoir de la Bouchardière est un manoir situé en France à Saint-Cyr-en-Bourg, dans le département de Maine-et-Loire en région Pays de la Loire.
Il fait l'objet d'une inscription au titre des monuments historiques depuis 2005.

## Localisation
Le manoir est situé dans le département français de Maine-et-Loire, sur la commune de Saint-Cyr-en-Bourg.
Située au carrefour de 2 voies anciennes - Saumur-Loudun et Montreuil-Fontevraud - sur une légère pente offrant une vue dégagée sur les alentours, la maison forte de la Bouchardière n’était plus au XXe siècle qu'une ruine au milieu des arbres.

## Historique
En 1223, le fief existe déjà et son seigneur en est Pierre de Longué. Il donne aux religieux de Louroux une rente d’un demi-muid de vin à prendre dans ses pressoirs de la Bouchardière. En 1302, Jehan de Brézé reçoit de son père, par testament, la terre de la Bouchardière. Il y fait vraisemblablement construire le bâtiment actuel. En effet, les éléments sculptés et la manière de bâtir placent l'époque de la construction à la fin du XIIIe - début du XIVe siècle.
Le domaine reste dans la famille trois siècles durant, jusqu'en 1609. Au moment de sa vente, le fief existe toujours mais le bâtiment est dit en ruine et décadent.
Au XXe siècle, il ne reste plus qu'un grand pan de mur, qui constituait la face sud d'un puissant logis-tour. Il contient encore un couloir de circulation et un escalier, qui permettent de deviner les distributions médiévales. 
Depuis 1965, les propriétaires ont été :
- 1965/1969 : Monsieur Héron ;
- 1973 : Monsieur Dufoix ;
- 1998 : achat par la commune de Saint-Cyr-en-Bourg.

L'édifice est inscrit au titre des monuments historiques le 25 avril 2005.
Les années 2010 sont marquées par la tentative de restitution de la Maison Forte de la Bouchardière. La façade sud que l’on découvre en premier est remarquable, par son architecture soignée agrémentée d’un décor sculpté assez abondant. Trois étages sont réparables :
- rez de chaussée (communs et salle de stockage) ;
- 1er étage : grande salle d’apparat ;
- 2e étage : réservé à la vie privée du seigneur ;
- à l’origine, le logis présentait la forme d’une tour quadrangulaire d’environ 14 m de côté, dotée de contreforts rectangulaires surmontés de tourelles circulaires.

Les souterrains ne sont pas visitables. Un remarquable puits de lumière est visible à l’est de la tour. Il éclaire de vastes salles dont l’accès (bouché lors de l’effondrement de 2009) est un couloir situé sous le bâtiment.

### Sources et bibliographie
- Gaël Carré, « La Bouchardière à Saint-Cyr-en-Bourg », in Bulletin Monumental, 2000-4, p. 326-365, (lire en ligne).